# Wingersheim les Quatre Bans
Wingersheim les Quatre Bans és un municipi nou francès, situat al departament del Baix Rin i a la regió del Gran Est.
Forma part del cantó de Bouxwiller, del districte de Saverne i de la Comunitat de comunes del Pays de la Zorn.
Creat a l'1 de gener de 2016 amb la fusió del municipis de Gingsheim, Hohatzenheim, Mittelhausen i Wingersheim.